# Automolis metaleuca
Automolis metaleuca är en fjärilsart som beskrevs av George Francis Hampson 1914. Automolis metaleuca ingår i släktet Automolis och familjen björnspinnare. Inga underarter finns listade i Catalogue of Life.